# Leichtathletik-Europameisterschaften 2014/10.000 m der Männer

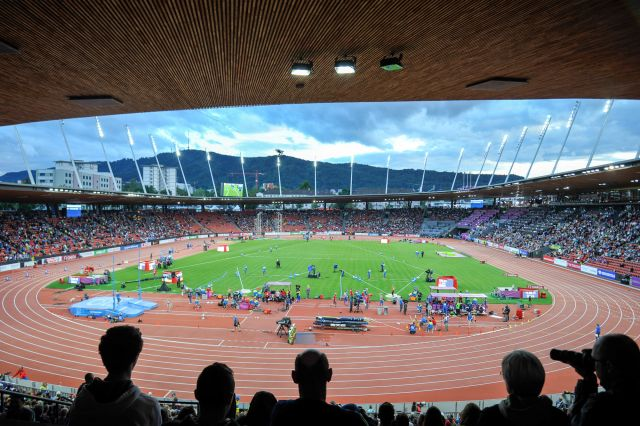
Das Letzigrund-Stadion während der Europameisterschaften 2014

Der 10.000-Meter-Lauf der Männer bei den Leichtathletik-Europameisterschaften 2014 wurde am 13. August 2014 im Letzigrund-Stadion von Zürich ausgetragen.
In diesem Wettbewerb verzeichneten die britischen Läufer einen Doppelsieg. Europameister wurde der dominierende Langstreckenläufer dieser Jahre Mohamed Farah. Er war der Doppeleuropameister von 2010 (5000/10.000 Meter), Doppelolympiasieger von 2012 (5000/10.000 Meter), Weltmeister von 2011 über 5000 Meter und Doppelweltmeister von 2013 (5000/10.000 Meter). Vier Tage später entschied Mo Farah hier auch den 5000-Meter-Lauf für sich.
Silber ging an Andrew Vernon. Auch Vernon errang mit Bronze über 5000 Meter noch eine zweite Medaille.
Den dritten Rang belegte der Türke Ali Kaya.

## Bestehende Rekorde
| Weltrekord           | 26:17,53 min | Kenenisa Bekele | Brüssel, Belgien          | 3. August 2005  |
| Europarekord         | 26:46,47 min | Mo Farah        | Eugene, USA               | 3. Juni 2011    |
| Meisterschaftsrekord | 27:30,99 min | Martti Vainio   | EM Prag, Tschechoslowakei | 29. August 1978 |

Der bereits seit 1978 bestehende EM-Rekord wurde auch bei diesen Europameisterschaften nicht annähernd erreicht. Mit seiner Siegerzeit von 28:08,11 min blieb der britische Europameister Mohamed Farah 37,12 s über dem Rekord. Zu seinem eigenen Europarekord fehlten ihm 1:21,64 min, zum Weltrekord 1:50,58 min.

## Doping
In diesem Wettbewerb wurden zwei Athleten des Verstoßes gegen die Antidopingbestimmungen überführt. Ihre hier erzielten Resultate wurden nachträglich annulliert.
- Dem Türken Mehmet Akkoyun, der das Rennen aufgegeben hatte, wurden Abweichungen in seinem Biologischen Pass nachgewiesen. Alle seine Resultate vom 11. August 2014 an wurden gestrichen. Er erhielt eine vierjährige Sperre bis zum 7. Februar 2021.[3]
- Der Schwede Adil Bouafif, der das Rennen nicht beendet hatte, wurde positiv auf nicht erlaubte Substanzen getestet. Alle seine Resultate vom 12. August 2014 an wurden ihm aberkannt. Er erhielt eine zweijährige Sperre bis zum 22. September 2016.[4]

## Durchführung
Wie auf der längsten Bahndistanz üblich gab es keine Vorrunde, alle 24 Teilnehmer starteten in einem gemeinsamen Finale.

## Finale

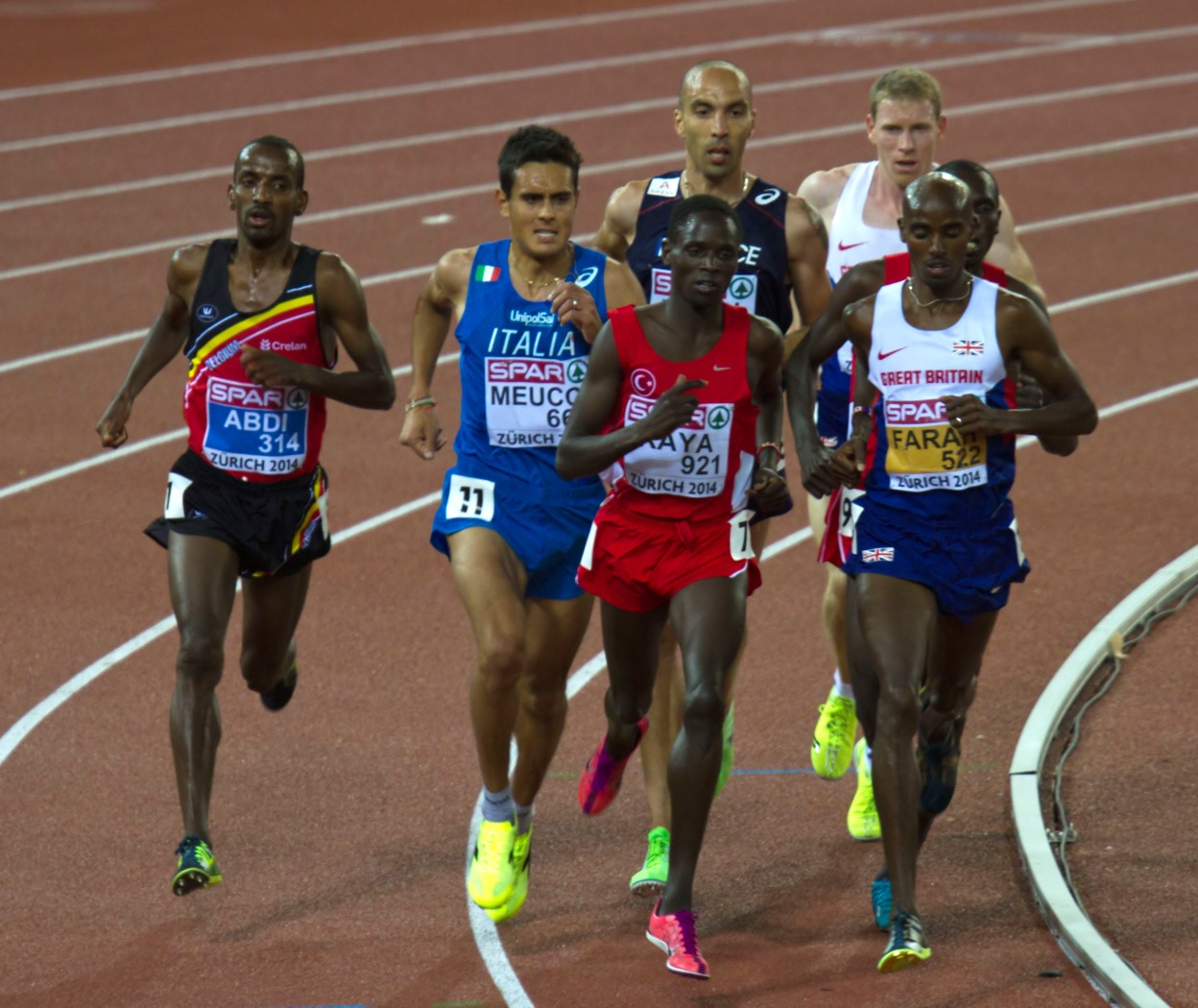
Eine Spitzengruppe mit sieben Läufern nähert sich dem Ziel
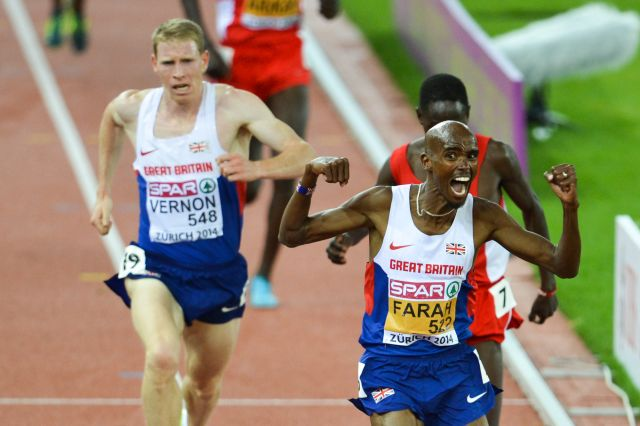
Zieleinlauf: Mo Farah siegt vor Andrew Vernon (links) und Ali Kaya

13. August 2014, 19:51 Uhr
| Platz | Name                 | Nation         | Zeit (min) |
| ----- | -------------------- | -------------- | ---------- |
| 1     | Mohamed Farah        | Großbritannien | 28:08,11   |
| 2     | Andrew Vernon        | Großbritannien | 28:08,66   |
| 3     | Ali Kaya             | Türkei         | 28:08,72   |
| 4     | Polat Kemboi Arıkan  | Türkei         | 28:11,11   |
| 5     | Bashir Abdi          | Belgien        | 28:13,61   |
| 6     | Daniele Meucci       | Italien        | 28:19,79   |
| 7     | Bouabdellah Tahri    | Frankreich     | 28:25,03   |
| 8     | Stefano La Rosa      | Italien        | 28:49,99   |
| 9     | Sondre Nordstad Moen | Norwegen       | 28:50,53   |
| 10    | Jewgeni Rybakow      | Russland       | 28:53,48   |
| 11    | Koen Naert           | Belgien        | 29:04,87   |
| 12    | Ricardo Ribas        | Portugal       | 29:09,47   |
| 13    | Mats Lunders         | Belgien        | 29:12,86   |
| 14    | Marius Øyre Vedvik   | Norwegen       | 29:42,10   |
| 15    | Abdi Hakin Ulad      | Dänemark       | 29:50,67   |
| 16    | Mikael Ekvall        | Schweden       | 30:04,93   |
| 17    | Haimro Alame         | Israel         | 30:04,95   |
| 18    | Girmaw Amare         | Israel         | 30:53,87   |
| DNF   | Serhij Lebid         | Ukraine        |            |
| DNF   | Yassine Mandour      | Frankreich     |            |
| DNF   | Manuel Ángel Penas   | Spanien        |            |
| DNF   | Tom Wiggers          | Niederlande    |            |
| DOP   | Mehmet Akkoyun       | Türkei         | DNF        |
| DOP   | Adil Bouafif         | Schweden       | DNF        |

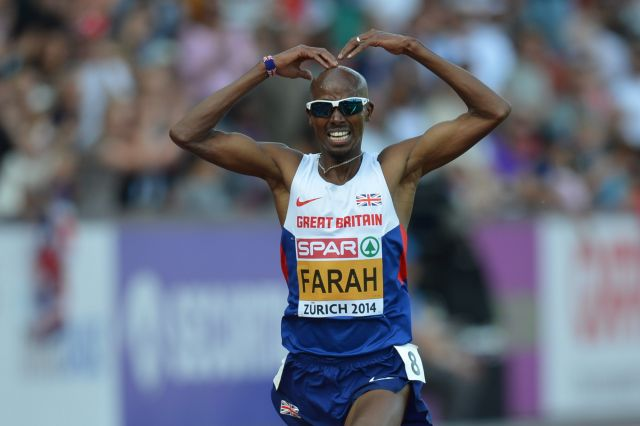
Erster Titel für Mo Farah bei diesen Europameisterschaften
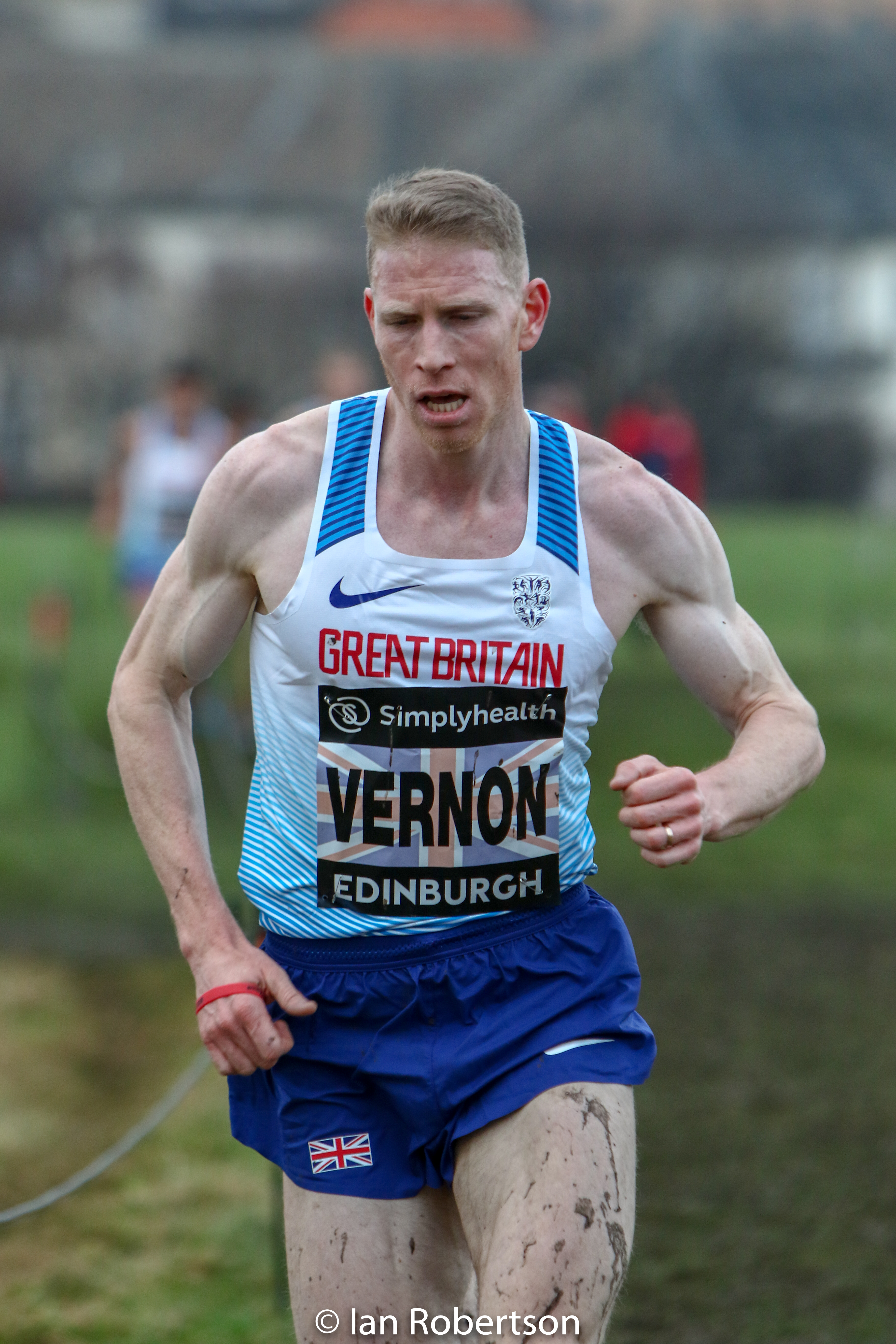
Silbermedaillengewinner Andrew Vernon
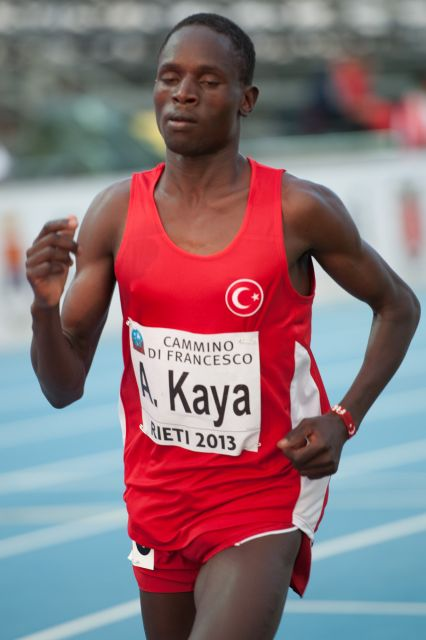
Bronzemedaillengewinner Ali Kaya

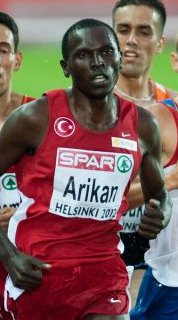
Titelverteidiger Polat Kemboi Arıkan hier auf dem vierten Platz
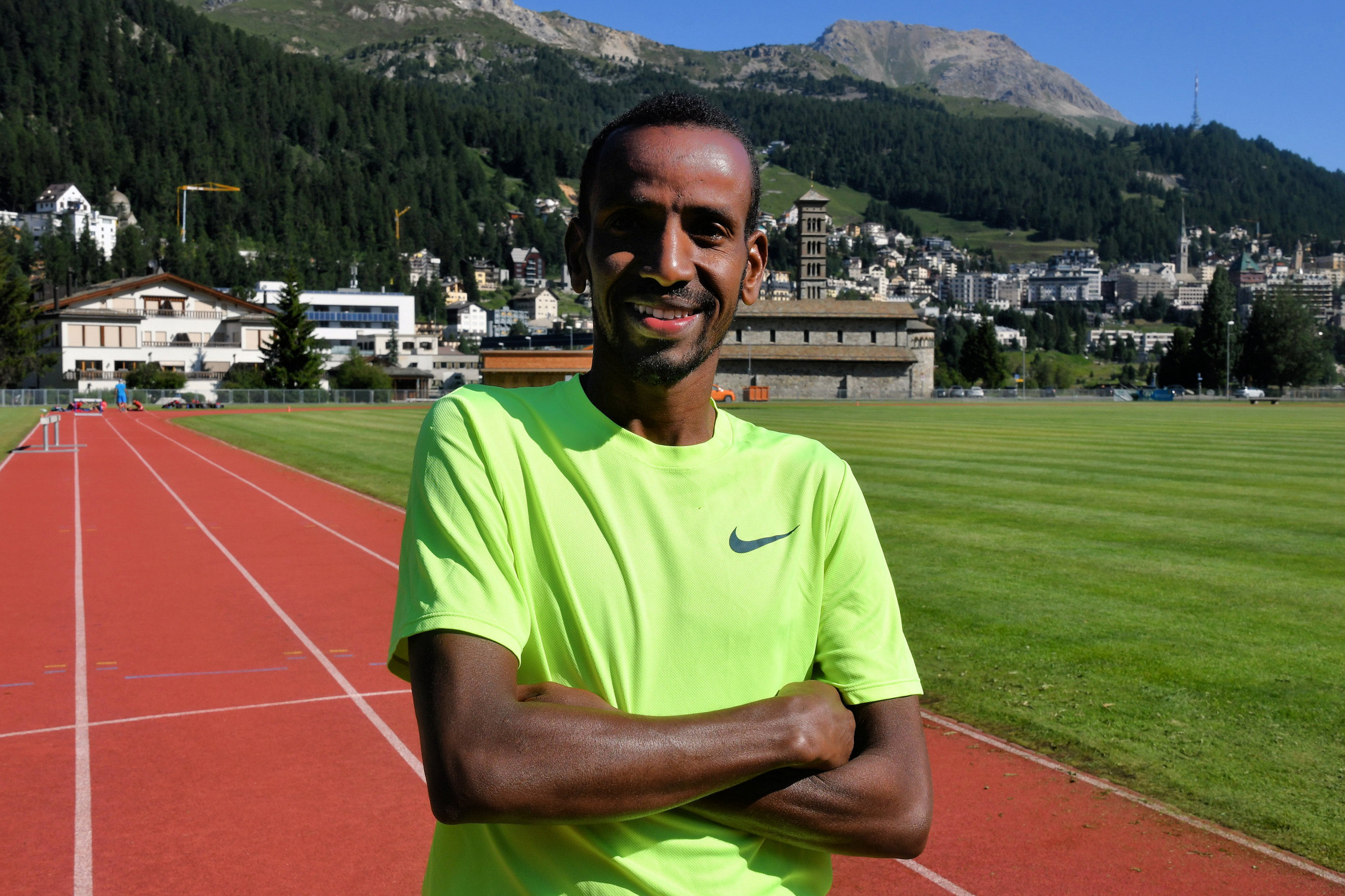
Bashir Abdi erreichte Platz fünf
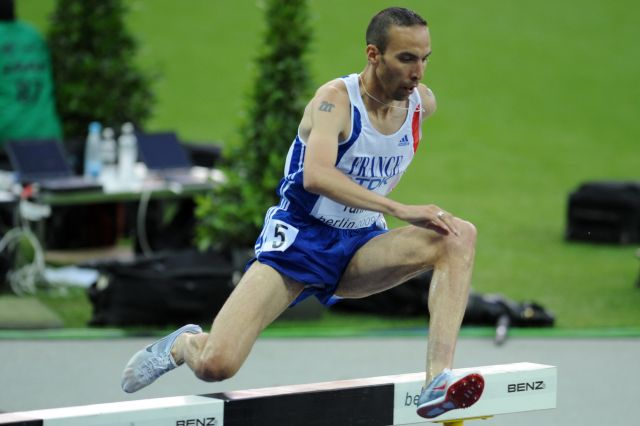
Hindernisspezialist Bouabdellah Tahri – auf dieser Strecke 2006 EM-Dritter und 2009 WM-Dritter – belegte Rang sieben

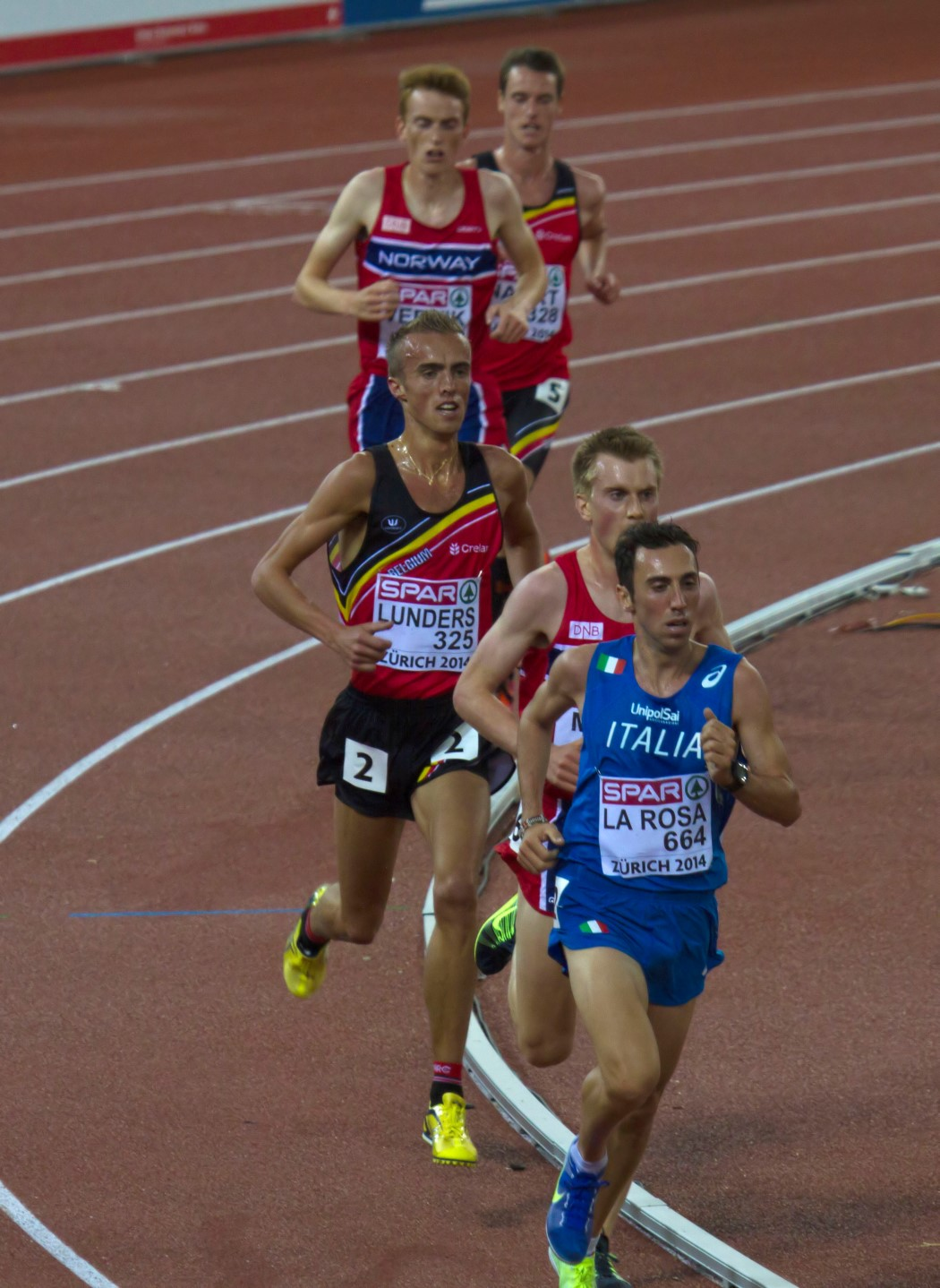
Stefano La Rosa – hier während des Rennens an der Spitze einer Verfolgergruppe – wurde Achter
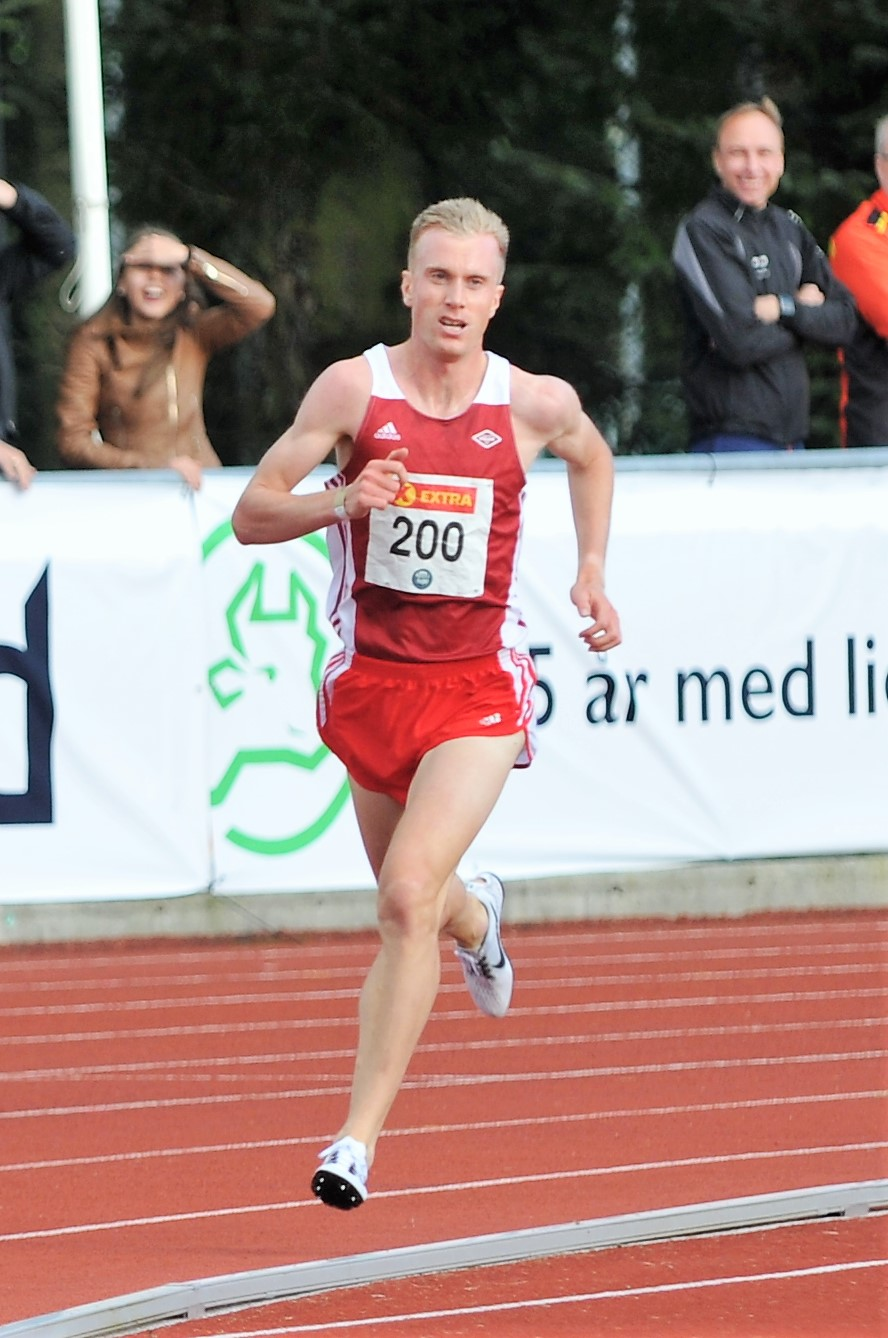
Der neuntplatzierte Sondre Nordstad Moen
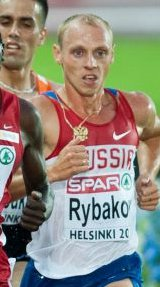
Jewgeni Rybakow – Rang zehn
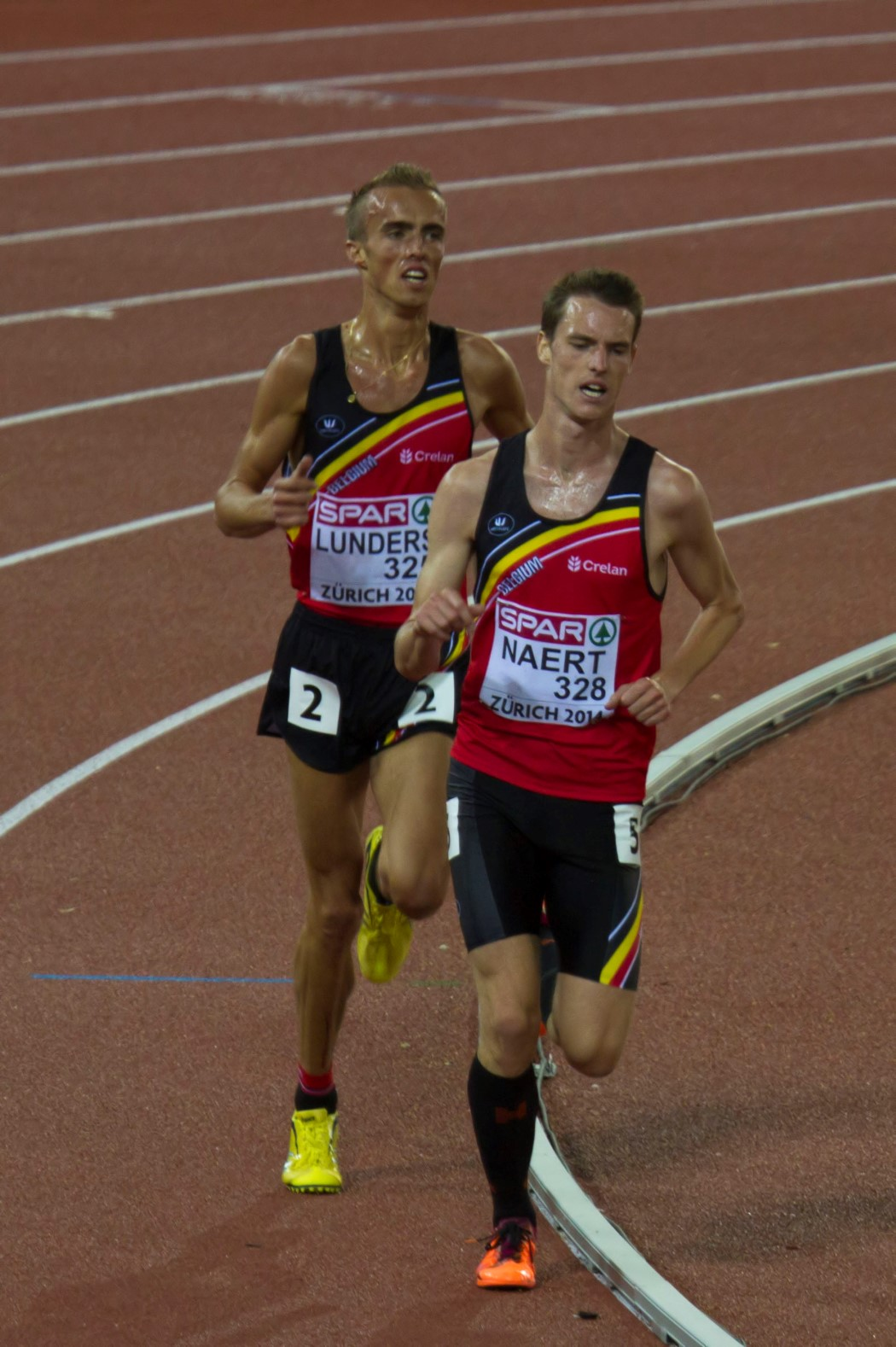
Koen Naert (rechts) – Rang elf Mats Lunders – Rang dreizehn

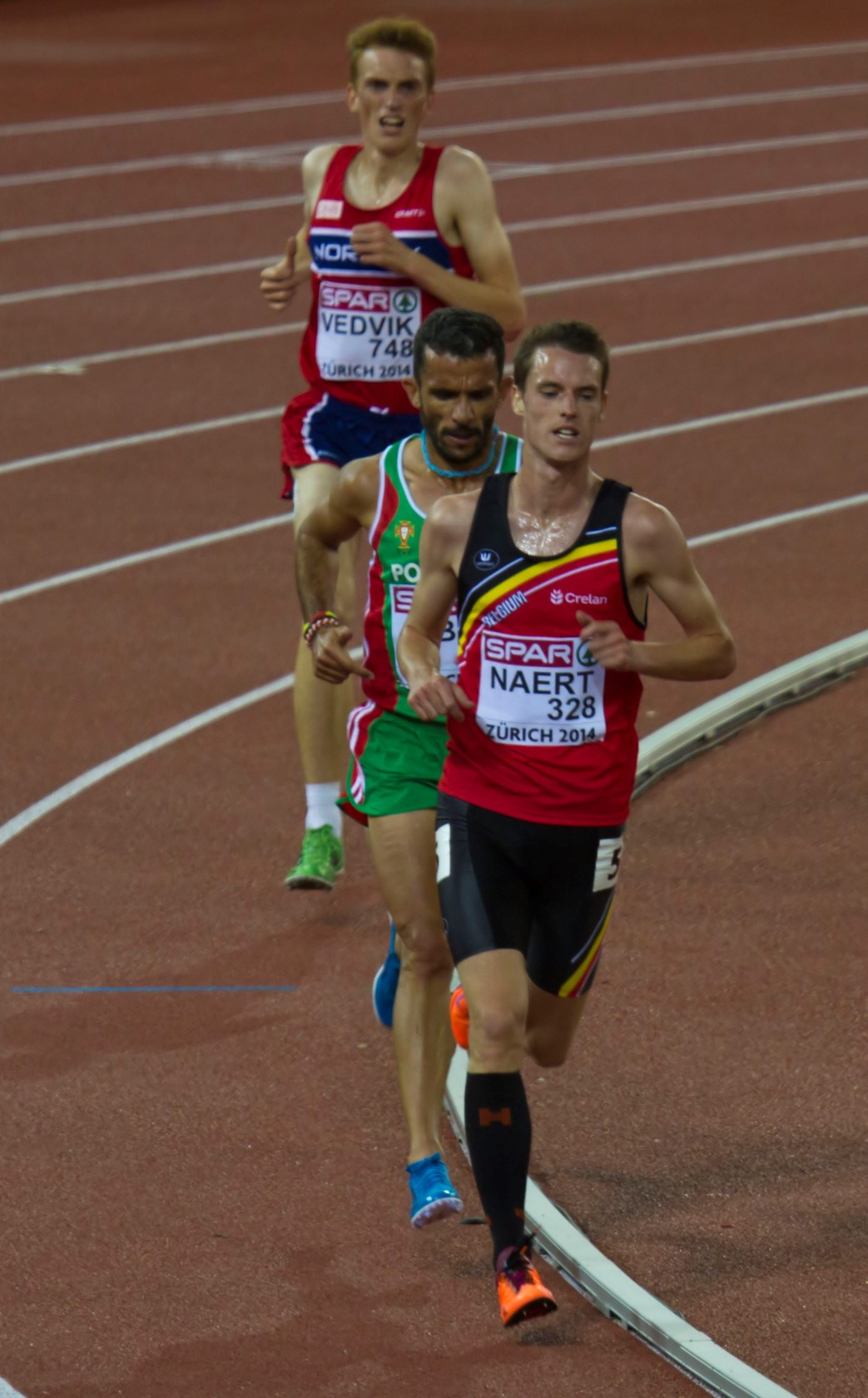
Koen Naert (rechts) – Rang elf Ricardo Ribas (Mitte) – Rang zwölf Marius Øyre Vedvik – Rang vierzehn
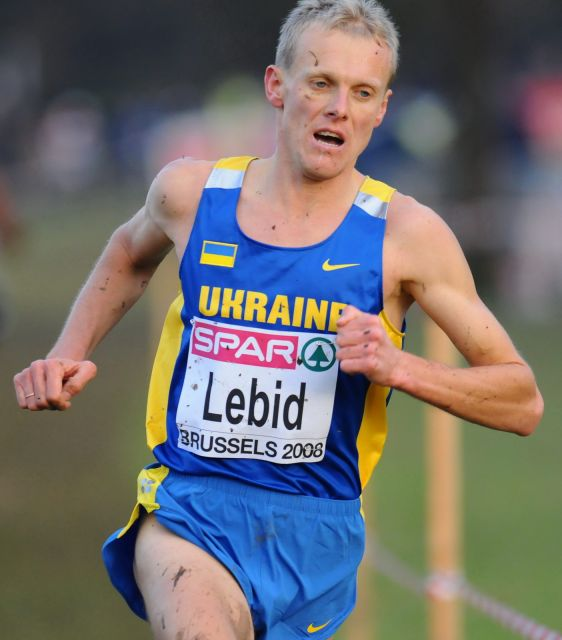
Serhij Lebid – Rennen nicht beendet
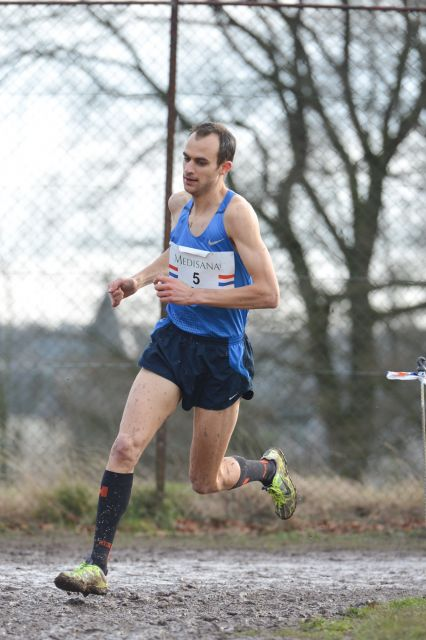
Tom Wiggers – Rennen nicht beendet
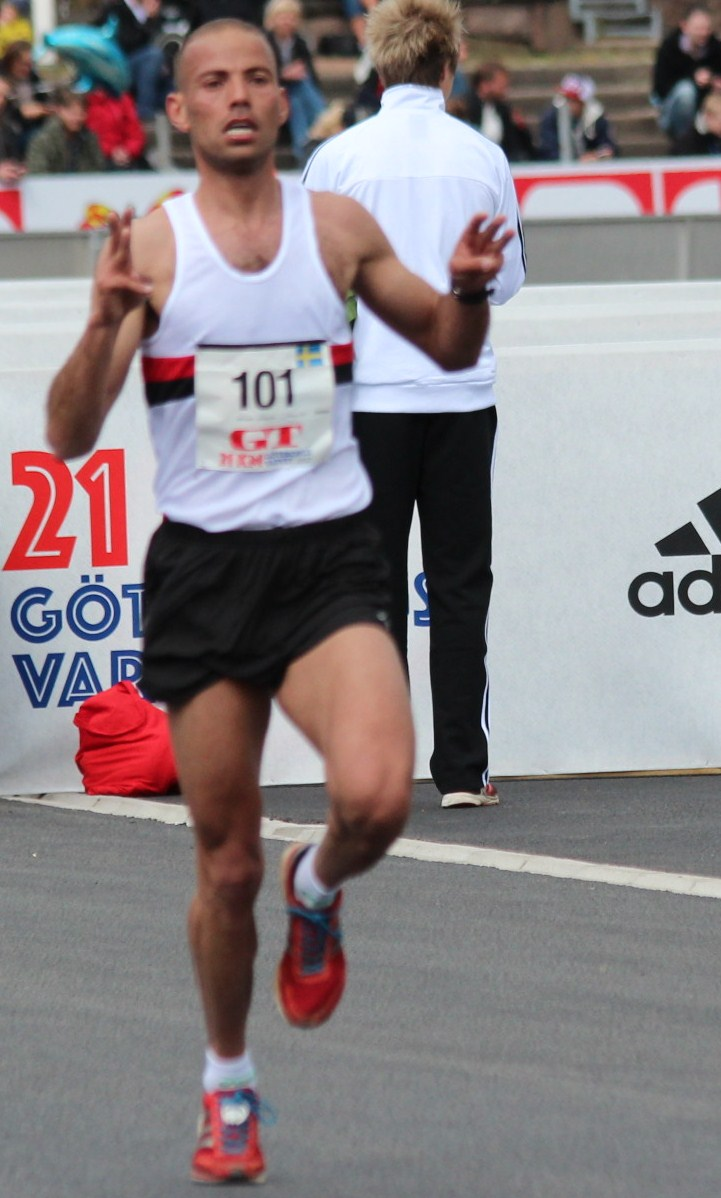
Dopingsünder Adil Bouafif

## Videolink
- Mo Farah wins 10000m European Champ Zurich 2014, youtube.com, abgerufen am 10. März 2023